# Nora, Italien

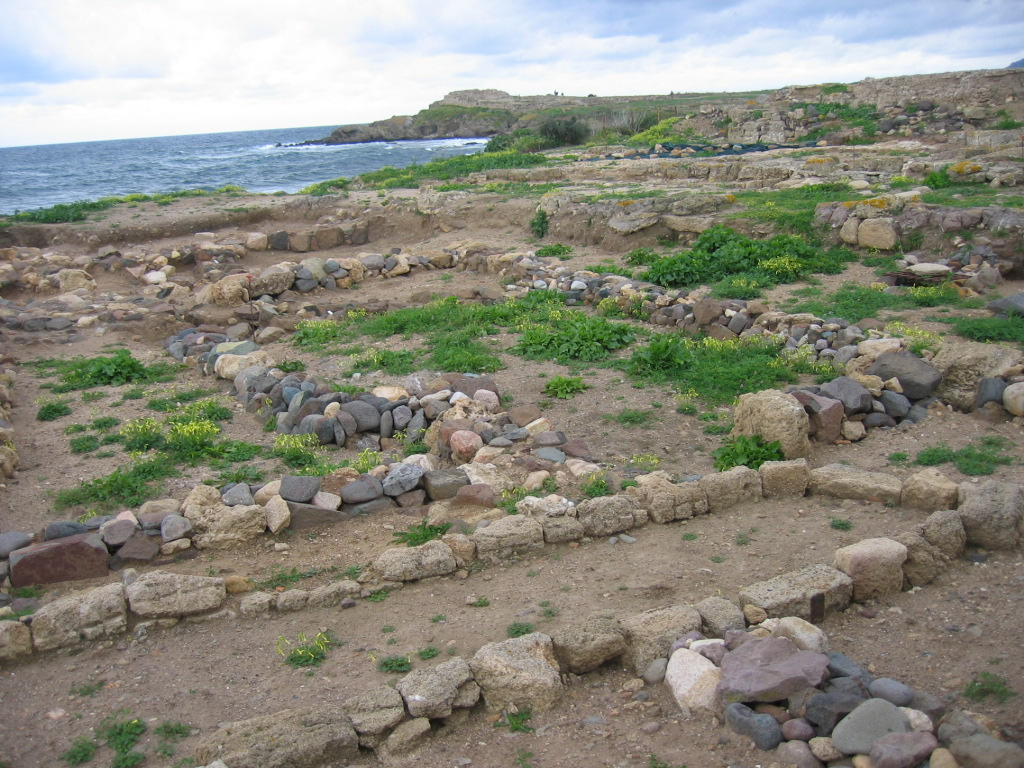
De puniska kvarteren i Nora

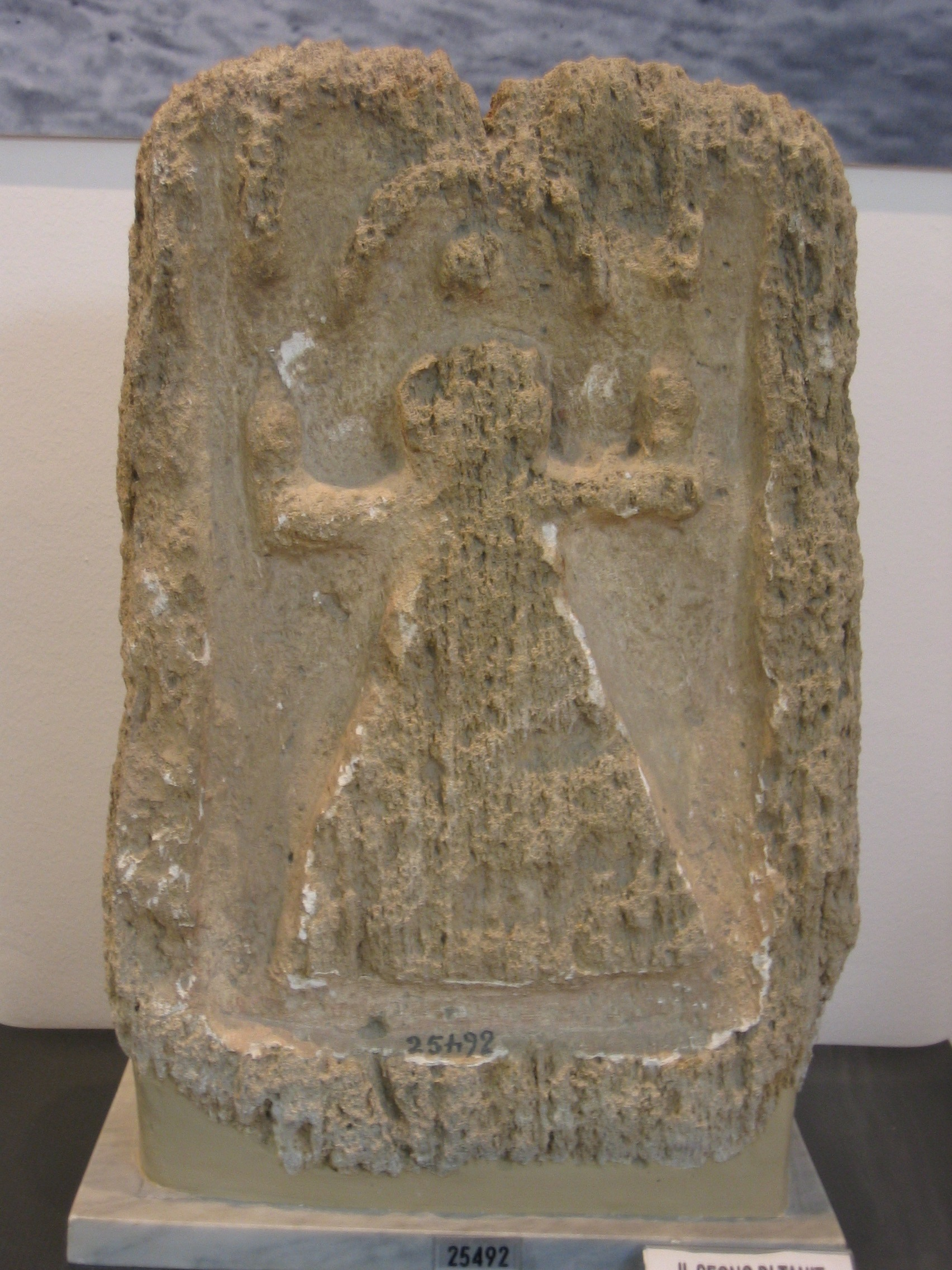
En kartaghisk stele med Tanit från Nora

Nora är en antik romersk och förromersk stad på en halvö nära Pula, Cagliari på Sardinien. Nora var en viktig handelstad på sin tid och hade två skyddade hamnar på var sin sida om halvön. 
De tros vara den första staden på sardinien och har bebotts av folk från Nuraghi perioden. Efter kolonisering av fenicier och kartager kom staden att hamna under romersk kontroll efter erövringen av Sardinien 238 f.Kr.. Under 800-talet verkar staden ha övergivits. 
Lämningarna efter teatern fungerar som konsertplats på sommaren.